# Cireșu (Brăila)
Pour les articles homonymes, voir Cireşu.
Cireșu est une commune roumaine située dans le județ de Brăila.